# Hélder Rodrigues
Hélder Rodrigues (portuguès: Hélder Fernando Simões Cerqueira Rodrigues)  (Lisboa, 28 de febrer de 1979) és un pilot de motociclisme portuguès. Es va iniciar en el motocròs i posteriorment també ha competit en enduro i ral·lis raid com ara el Ral·li Dakar, on va debutar l'any 2006. El 2011, en la seva cinquena participació a la prova, va acabar-hi en tercera posició final, darrere dels pilots de KTM Marc Coma i Cyril Despres. Aquell mateix any va guanyar el campionat del món de ral·lis Cross-Country amb l'equip Yamaha-Red Bull.

## Palmarès
2005
- 9è al Ral·li Dakar

2007
- 5è al Ral·li Dakar

2009
- 5è al Ral·li Dakar
- 9è al Campionat del món de ral·lis Cross-Country - Classe única

2010
- 4t al Ral·li Dakar
- 3r al Campionat del món de ral·lis Cross-Country - Classe 450 cc

2011
- 3r al Ral·li Dakar
- 1r al Campionat del món de ral·lis Cross-Country - Classe única (450cc)